# Simulium hispaniola
Simulium hispaniola es una especie de insecto del género Simulium, familia Simuliidae, orden Diptera.
Fue descrita científicamente por Grenier & Bertrand, 1954.